# Atletica leggera ai Giochi della VIII Olimpiade - Staffetta 4×400 metri
La competizione della staffetta 4×400 metri di atletica leggera ai Giochi della VIII Olimpiade si tenne nei giorni 12 e 13 luglio 1924 allo Stadio di Colombes a Parigi.

## L'eccellenza mondiale
| Record mondiale e olimpico: 1912 | 3'16”6 | Stati Uniti | Presenti |
| Record europeo: 1912             | 3'19”0 | Regno Unito | Presente |

## Risultati

### Batterie
Si disputarono il 12 luglio 1924. Per ogni batteria si qualificavano le prime due squadre.
| Pos. | Nazione          | Atleti                                                       | Tempo  |
| ---- | ---------------- | ------------------------------------------------------------ | ------ |
| 1    | Francia          | Raymond Fritz Gaston Féry Francis Galtier Barthélémy Favodon | 3'30"0 |
| 2    | Svezia           | Artur Svensson Erik Byléhn Gustaf Wejnarth Nils Engdahl      | 3'37"5 |
| -    | Austria          | -                                                            | NP     |
| -    | Ungheria         | -                                                            | NP     |
| -    | India Britannica | -                                                            | NP     |
| -    | Svizzera         | -                                                            | NP     |

| Pos. | Nazione       | Atleti                                                           | Tempo  |
| ---- | ------------- | ---------------------------------------------------------------- | ------ |
| 1    | Gran Bretagna | Edward Toms George Renwick Dick Ripley Guy Butler                | 3'22"0 |
| 2    | Italia        | Guido Cominotto Luigi Facelli Alfredo Gargiullo Ennio Maffiolini | 3'30"0 |
| 3    | Finlandia     | Erik Åström Hirsch Drisin Eero Lehtonen Erik Wilén               | 3'32"2 |
| -    | Argentina     | -                                                                | NP     |
| -    | Australia     | -                                                                | NP     |
| -    | Giappone      | -                                                                | NP     |

| Pos. | Nazione     | Atleti                                                              | Tempo  |
| ---- | ----------- | ------------------------------------------------------------------- | ------ |
| 1    | Stati Uniti | Commodore Cochran William Stevenson Oliver MacDonald Alan Helffrich | 3'27"0 |
| 2    | Canada      | Horace Aylwin Alan Christie David Johnson Billy Maynes              | 3'34"5 |
| -    | Sudafrica   | -                                                                   | NP     |
| -    | Spagna      | -                                                                   | NP     |
| -    | Paesi Bassi | -                                                                   | NP     |
| -    | Messico     | -                                                                   | NP     |
| -    | Polonia     | -                                                                   | NP     |

### Finali
Si disputò il 13 luglio 1924.

È ufficializzato solo il tempo del primo classificato.

Il tempo della Svezia, seconda classificata, costituisce la migliore prestazione europea. Non è record ufficiale poiché la squadra non ha vinto la gara.
| Pos.    | Nazione       | Atleti                                                              | Tempo ufficiale | Tempo ufficioso |
| ------- | ------------- | ------------------------------------------------------------------- | --------------- | --------------- |
| Oro     | Stati Uniti   | Commodore Cochran William Stevenson Oliver MacDonald Alan Helffrich | 3'16"0          |                 |
| Argento | Svezia        | Artur Svensson Erik Byléhn Gustaf Wejnarth Nils Engdahl             |                 | 3'17"0          |
| Bronzo  | Gran Bretagna | Edward Toms George Renwick Dick Ripley Guy Butler                   |                 | 3'17"4          |
| 4       | Canada        | Horace Aylwin Alan Christie David Johnson Billy Maynes              |                 | 3'22"8          |
| 5       | Francia       | Raymond Fritz Gaston Féry Francis Galtier Barthélémy Favodon        |                 | 3'23"4          |
| 6       | Italia        | Guido Cominotto Luigi Facelli Alfredo Gargiullo Ennio Maffiolini    |                 | 3'28"0          |